# Sandsteinmuseum Bad Bentheim

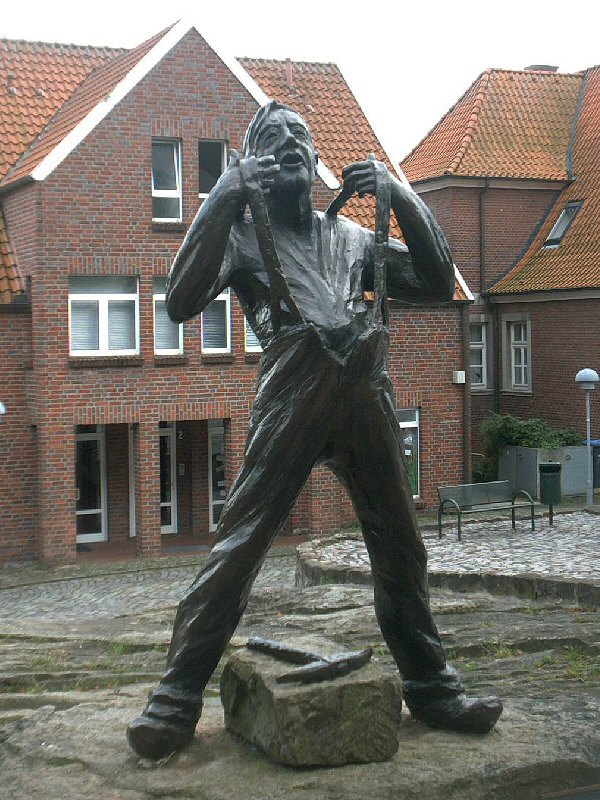
Kuhlkerl

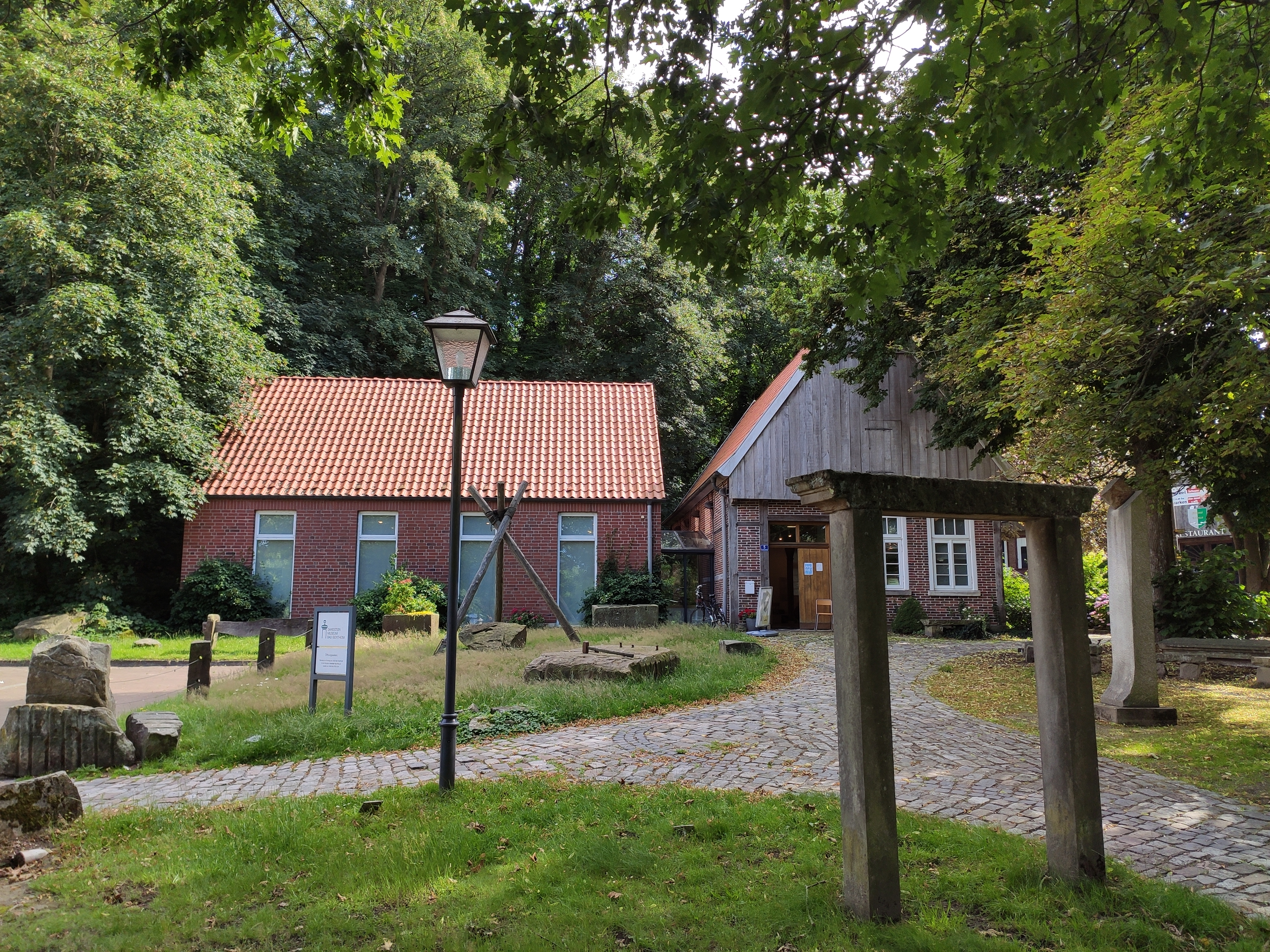
Das Sandsteinmuseum mit verschiedenen Großexponaten im Außenbereich

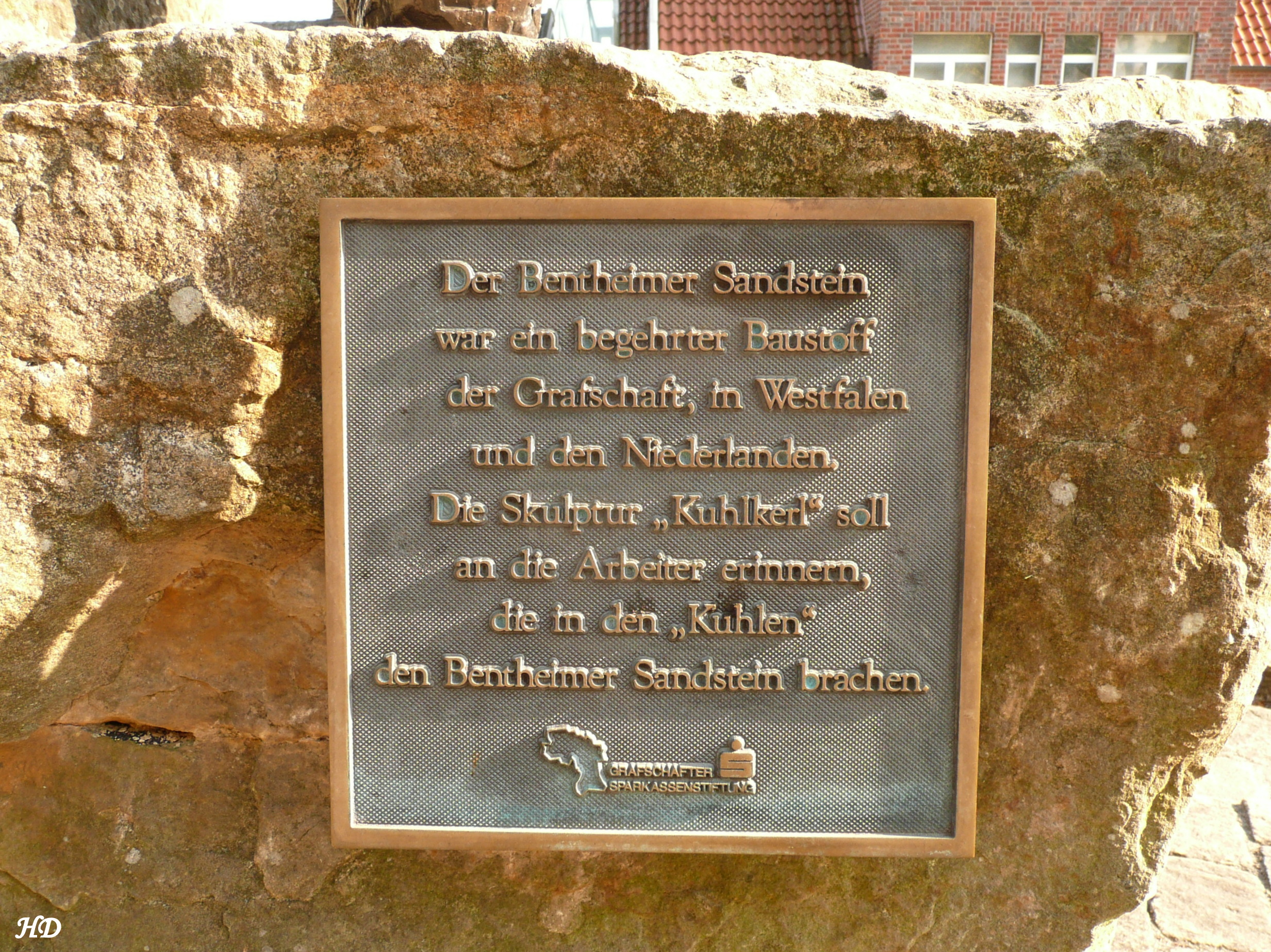
Infotafel

Das Sandsteinmuseum Bad Bentheim wurde im Sommer 1999 eröffnet und befindet sich in einem historischen Ankerbalkenhaus mit einem modernen Anbau im Schlosspark unterhalb der Burg Bentheim in Bad Bentheim, Niedersachsen.
Bentheimer Sandstein und Gildehauser Sandstein waren ein begehrter Werkstein in der Grafschaft Bentheim, in Westfalen und in den Niederlanden, aber auch in Belgien und Dänemark. Er wurde jahrhundertelang in Bentheim und Umgebung in den Steinbrüchen, in den sogenannten Kuhlen gewonnen.
Seitlich der Bentheimer Burg steht eine Skulptur, der „Kuhlkerl“. Dieses Denkmal soll an die Arbeiter erinnern, die in diesen Kuhlen den Bentheimer Sandstein brachen. Sie starben häufig am "Kuhlpiep", der Staublungenkrankheit Silikose, verursacht durch den eingeatmeten Steinstaub.
Der Kuhlkerl, ein lässiger, an seinen Lätzen ziehender Mann, grüßt freundlich jeden Besucher. Die Figur wurde 1996 an der Stelle des ehemaligen Steinbruch "Herrnberg" aufgestellt. Sie stammt vom niederländischen Künstler Bernd Seiger.

## Ausstellungen
Es gibt eine Dauerausstellung auf 180 m2, die sich in  zwei Teile gliedern lässt:
- Geologie des Bentheimer Sandsteins
- Geschichte des Abbauens und der Verwendung (Kunst, Baukunst, wirtschaftliche Entwicklung der Region und das Leben der Menschen)[3]

Ein besonderes Highlight ist der Taufstein aus dem 13. Jahrhundert, die sich damals als Exportschlager erwiesen.
Außerdem werden im Außenbereich mehrere Großexponate gezeigt. Die Dauerstellung wird von jährlichen Sonderausstellungen ergänzt.